# Liste der Kulturdenkmäler in Sefferweich
In der Liste der Kulturdenkmäler in Sefferweich sind alle Kulturdenkmäler der rheinland-pfälzischen Ortsgemeinde Sefferweich aufgeführt. Grundlage ist die Denkmalliste des Landes Rheinland-Pfalz (Stand: 27. Juni 2022).

## Einzeldenkmäler
| Bezeichnung                                   | Lage                                                                   | Baujahr                              | Beschreibung | Bild                           |
| --------------------------------------------- | ---------------------------------------------------------------------- | ------------------------------------ | --- | ------------------------------ |
| Wohnhaus                                      | Bergstraße 7 Lage                                                      | zweites Viertel des 19. Jahrhunderts | kleines Einhaus mit Flurküche, wohl aus dem zweiten Viertel des 19. Jahrhunderts                                                                                   | BW                             |
| Wohnhaus                                      | Bergstraße 9 Lage                                                      | 1852                                 | Flurküchenhaus, bezeichnet 1852 | BW                             |
| Wegekreuz                                     | Bergstraße, vor Nr. 9 Lage                                             | 1726                                 | gebauchtes Schaftkreuz, bezeichnet 1726 | weitere Bilder Fotos hochladen |
| Kreuz                                         | Bitburger Straße, an Nr. 1 Lage                                        |                                      | Kruzifix, Rotsandstein, barocke Tradition | BW                             |
| Wegekreuz                                     | Elkstraße, vor Nr. 8 Lage                                              | Ende des 17. Jahrhunderts            | Nischenkreuz in gotischer Tradition, gegen Ende des 17. Jahrhunderts                                                                                               | Fotos hochladen                |
| Bildstock                                     | Hauptstraße, vor Nr. 7 Lage                                            | 1662                                 | Bildstockfragment, bezeichnet 1662 | BW                             |
| Katholische Filialkirche St. Johannes Baptist | Hauptstraße 13 Lage                                                    | 1787                                 | Saalbau, östlicher Langhausteil wohl noch mittelalterlich, Chorturm bezeichnet 1787 (Umbau?), Schiff 1908 verlängert; ortsbildprägend                              | weitere Bilder Fotos hochladen |
| Portal                                        | Hauptstraße, an Nr. 14 Lage                                            | um 1800                              | Portalgewände, um 1800 | BW                             |
| Wohnhaus                                      | Hauptstraße 18 Lage                                                    | 1774                                 | stattliches Wohnhaus, bezeichnet 1774 | BW                             |
| Hof Waxbrunnen                                | nördlich des Ortes (Waxbrunnen 3) Lage                                 | 1824                                 | Wohnhaus 1824, wenig später erweitert, Wirtschaftstrakt jünger; ehemalige Kapelle, Ställe und Scheune unter einem First; spätbarockes Schaftkreuz, bezeichnet 1807 | BW                             |
| Wegekreuz                                     | nördlich des Ortes Lage                                                | 1700                                 | Nischenkreuz in gotischer Tradition, bezeichnet 1700 | BW                             |
| Wegekreuz                                     | nördlich des Ortes Lage                                                | 1788                                 | niedriges Kreuz, bezeichnet 1788 | BW                             |
| Wegekreuz                                     | nördlich des Ortes an der L 32 Lage                                    | 15. oder 16. Jahrhundert             | spätgotisches Nischenkreuz | BW                             |
| Krobenkreuz                                   | südlich des Ortes Lage                                                 | ausgehendes 16. Jahrhundert          | Nischenkreuz, ausgehendes 16. Jahrhundert | BW                             |
| Wegekreuz                                     | südwestlich des Ortes Lage                                             | 1721                                 | barockes Schaftkreuz, bezeichnet [17]21 | BW                             |
| Kreuzweg und Kapelle                          | westlich des Ortes an einem Feldweg zwischen Seffern und der L 34 Lage | zweite Hälfte des 18. Jahrhunderts   | barocke Kreuzwegstationen, zweite Hälfte des 18. Jahrhunderts, 14. Station in der kleinen kubischen Kapelle                                                        | Fotos hochladen                |
| Heinzenhof                                    | westlich des Ortes (Heinzenhof 1) Lage                                 | 1863                                 | ursprünglich Dreiflügelanlage, 1863, später um einen vierten Flügel erweitert                                                                                      | BW                             |
| Wegekreuz                                     | westlich des Ortes an der L 34 Lage                                    | 1843                                 | Wegekreuz, bezeichnet 1843 und 1956 (wohl Neuaufstellung) | Fotos hochladen                |

## Ehemalige Kulturdenkmäler
| Bezeichnung | Lage             | Baujahr                              | Beschreibung                                                                                                   | Bild |
| ----------- | ---------------- | ------------------------------------ | --- | ---- |
| Hofanlage   | Elkstraße 3 Lage | drittes Drittel des 19. Jahrhunderts | Streckhof, drittes Drittel des 19. Jahrhunderts, Anbau mit Schleppdach wenig jünger; aus Denkmalliste gelöscht | BW   |